# 5083 Irinara
5083 Irinara è un asteroide della fascia principale. Scoperto nel 1977, presenta un'orbita caratterizzata da un semiasse maggiore pari a 2,5518873 UA e da un'eccentricità di 0,0803912, inclinata di 14,74965° rispetto all'eclittica.